# Hybotidae
Hybotidae es una familia de dípteros braquíceros. Anteriormente eran considerados una subfamilia de Empididae.

## Géneros
Se reconocen los siguientes:
- Abocciputa
- Acarterus
- Afrohybos
- Allanthalia
- Allodromia
- Anthalia
- Apterodromia
- Archaeodrapetiops
- Ariasella
- Asilus
- Atodrapetis
- Austrodrapetis
- Austrodromia
- Baeodromia
- Bicellaria
- Cerathybos
- Chaetodromia
- Charadrodromia
- Chersodromia
- Chillcottomyia
- Chvalaea
- Crossopalpus
- Drapetis
- Dusmetina
- Dysaletria
- Elaphropeza
- Empis
- Eternia
- Euhybus
- Euthyneura
- Hoplocyrtoma
- Hoplopeza
- Hybos
- Isodrapetis
- Lactistomyia
- Lamachella
- Leptocyrtoma
- Leptodromiella
- Leptopeza
- Leptopezella
- Megagrapha
- Micrempis
- Nanodromia
- Neohybos
- Neotrichina
- Ngaheremyia
- Ocydromia
- Oedalea
- Oropezella
- Parahybos
- Pieltainia
- Platypalpus
- Pontodromia
- Pseudoscelolabes
- Scelolabes
- Sinodrapetis
- Smithybos
- Stenoproctus
- Stilpon
- Stuckenbergomyia
- Stylocydromia
- Symballophthalmus
- Syndyas
- Syneches
- Tachydromia
- Tachyempis
- Tachypeza
- Tremembella
- Trichina
- Trichinomyia
- Xiphidicera